# 抑制剤
抑制剤（よくせいざい、depressant）あるいは中枢神経抑制剤（Central nervous system depressant）とは、脳の様々な領域で覚醒や刺激を減少させるか抑制し、神経伝達の水準を低下させる薬物や内因性の化合物である。抑制剤は、しばしばダウナー（downers）とも呼ばれる。覚醒剤あるいはアッパーは、抑制剤とは反対に精神や身体の機能を増加させる。
抑制剤は、広く世界中で処方薬や違法薬物として用いられる。これらを用いた場合、運動失調、抗不安作用、鎮痛、鎮静、眠気、認知障害や健忘、一部では、陶酔、筋弛緩、血圧や心拍数の低下、呼吸抑制、抗痙攣作用、高用量では完全な麻酔あるいは死亡する。
抑制剤は、γ-アミノ酪酸 (GABA)やオピオイドの活性の促進や、グルタミン酸作動性やカテコールアミン作動性の活性の阻害といった、いくつかの異なる薬理学的な機序によって効果を発揮する。

## 適応
抑制剤は以下のような症状を軽減するために医学的に用いられる。
- 不安
- 不眠症

## 種類

### アルコール
アルコール飲料はエタノールを含有し、それは向精神薬であり、最も古い娯楽的な薬物である。エタノールが消費されると、急性アルコール中毒となることもある。アルコール飲料はビール、ワイン、蒸留酒（スピリッツ）の3種に分類され課税され、規制をうけている。これらは世界中の多くの国で合法に消費できる。100以上の国で法によって生産、販売、消費を規制している。
法的また医学的な目的において、最も一般的な中毒を測定する方法は、血中アルコール濃度によるものである。これは一般に国によって、血液量あたりのアルコールの質量の比率あるいは、血液の質量あたりのアルコールの質量で表わす。たとえば、北米では0.10の血中アルコール濃度は、血液デシリットルあたり0.10グラムのアルコールを意味する。

### バルビツール酸系
バルビツール酸系薬は、それらで対処できる症状の緩和に有効である。一般的に誤用や身体依存性や、過剰摂取の際に重篤となる可能性がある。1950年代後半には、医療的な利益を上回る社会的代償が明らかになり、置き換えるための薬が探された。今日でも、多くの人々によって発作の予防などにバルビツール酸系が用いられている。

### ベンゾジアゼピン系
ベンゾジアゼピン系は、ベンゼン環とジアゼピン環が縮合した化学構造の向精神薬である。初のこうした薬であるクロルジアゼポキシド（コントール）は、1955年にレオ・スターンバックにより偶然発見され、1960年にホフマン・ラ・ロシュにより作り変えられたジアゼパム（セルシン）もまた1963年以来販売されている。多くの抑制剤としての用途において、バルビツール酸系から置き換えられてきた。
ベンゾジアゼピンは、GABAA受容体における神経伝達物質のγ-アミノ酪酸（GABA）の作用を強化し、鎮静、催眠、抗不安、抗てんかんと筋弛緩の特性がある。多くの短時間型ベンゾジアゼピンの高用量のにおける薬理学的な応用では、健忘解離の作用がある。これらの特性はベンゾジアゼピンが不安、不眠症、興奮、てんかん、筋痙攣、アルコール離脱症候群や医学的・歯科処置前の麻酔前投薬に役立つ。
一般に、ベンゾジアゼピンは短期的には安全かつ有効であるが、認知障害や攻撃性のような奇異反応あるいは脱抑制が時に生じる。長期的な使用は、有害な身体および精神への影響への懸念と有効性への疑問の増加から議論がある。

### カンナビノイド
大麻は、2009年の世界保健機関の資料では、抑制剤だが幻覚剤用もあるとされており、抑制作用と幻覚作用の間に分類している資料もある。
特に大麻に含まれる化合物のカンナビジオール（CBD）は、筋弛緩、鎮静、覚醒の減少などの抑制作用を持っている。

### オピオイド
- モルヒネ
- ヘロイン
- コデイン
- ヒドロコドン
- オキシコドン
- メサドン

### その他
- α遮断薬とβ遮断薬（カルベジロール、プロプラノロール、アテノロールなど）
- 抗コリン剤（アトロピン、ヒヨス、スコポラミンなど）
- 抗てんかん薬（バルプロ酸、カルバマゼピン、ラモトリギンなど）
- 抗ヒスタミン薬（ジフェンヒドラミン、ドキシラミン、プロメタジンなど）
- 抗精神病薬（ハロペリドール、クロルプロマジン、クロザピンなど）
- 解離性麻酔薬（デキストロメトルファン、ケタミン、フェンシクリジン、亜酸化窒素など）
- 睡眠薬（ゾルピデム、ゾピクロン、抱水クロラール、クロロホルムなど）
- 筋弛緩剤（バクロフェン、カリソプロドール、シクロベンザプリンなど）
- 鎮静剤（γ-ヒドロキシ酪酸など）